# Wojciech Jahn
Wojciech Tadeusz Jahn (ur. 13 stycznia 1937 w Krakowie, zm. 7 marca 1994 w Sanoku) – polski inżynier, malarz.

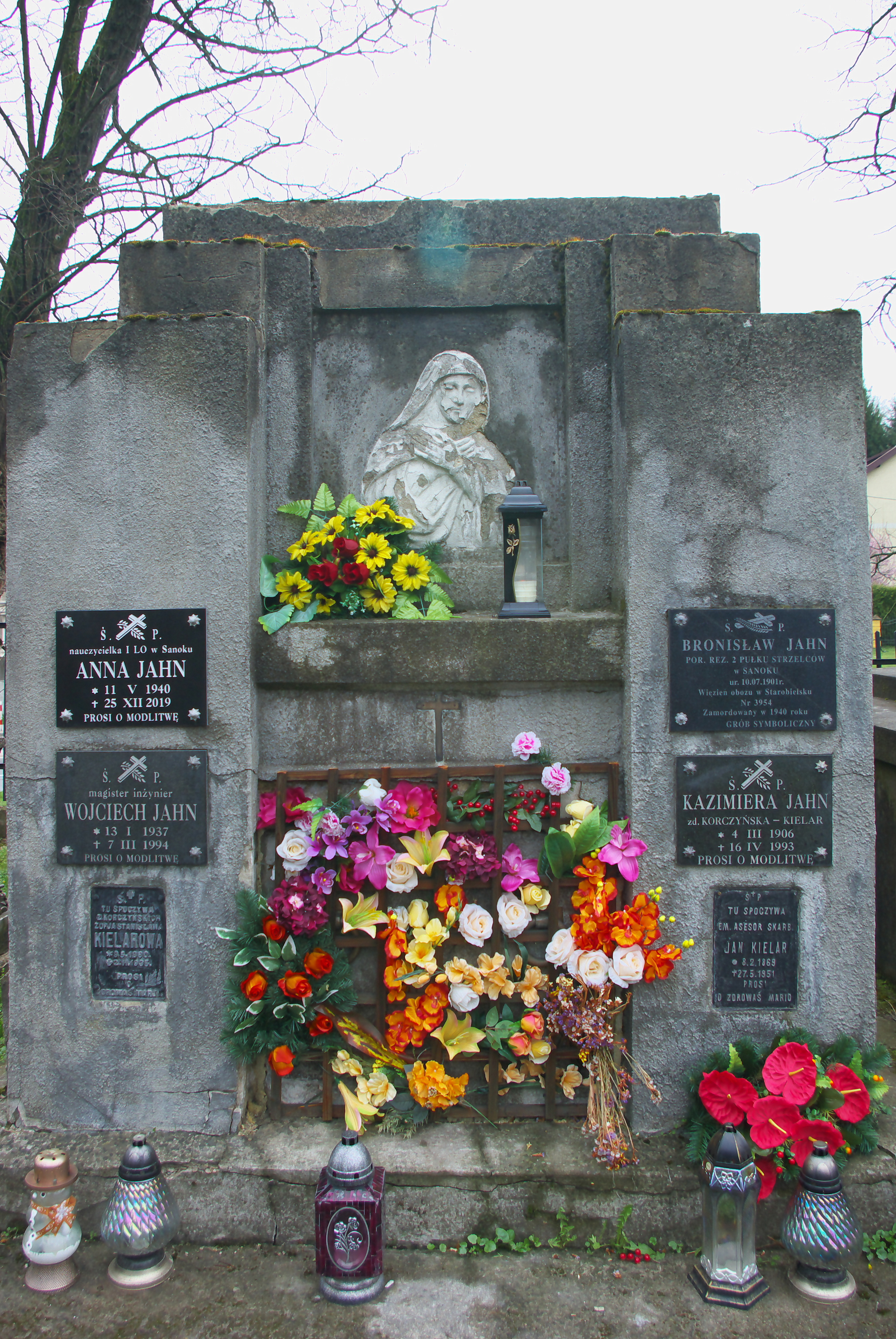
Grobowiec rodziny Jahnów w Sanoku

## Życiorys
Wojciech Tadeusz Jahn urodził się 13 stycznia 1937 w Krakowie. Od dzieciństwa był związany z Sanokiem. Był synem ppor. Bronisława Jahna (1901-1940, oficer Wojska Polskiego, ofiara zbrodni katyńskiej) i Kazimiery z domu Korczyńskiej (ur. 1906, zm. 16 kwietnia 1993, przedwojenna absolwentka Studium Nauczycielskiego i w 1939 Instytutu Sztuki Muzycznej w Krakowie, malarka mająca wystawy na Placu Szczepańskim, później pod nazwiskiem Kielar), młodszym bratem Jerzego.
W 1955 ukończył Liceum Ogólnokształcące Męskie w Sanoku. Podczas nauki przejawiał uzdolnienia artystyczne. W połowie stycznia 1954 wygrał kontrolne narciarskie zawody w slalomie specjalnym zorganizowane przez klub Górnik Sanok. Trzykrotnie bez powodzenia ubiegał się o przyjęcie na studia architektury w Politechnice Krakowskiej, gdzie został przyjęty z uwagi na swojego ojca, zamordowanego w ramach zbrodni katyńskiej. Pracował jako instruktor plastyki w Domu Kultury w Sanoku. Ostatecznie podjął i ukończył studia na Politechnice Łódzkiej w zakresie włókiennictwa uzyskując tytuł magistra inżyniera. Należał do studenckiego koła plastycznego. Po studiach odrabiał stypendium w Rakszawskich Zakładach Wełnianych w Rakszawie, później był zatrudniony w Zakładzie Włókna Szklanego Krośnieńskich Hut Szkła. Następnie powrócił do Sanoka i był wieloletnim pracownikiem Zakładów Przemysłu Gumowego „Stomil” w Sanoku, jako technolog projektant pasów klinowych. Jako specjalista w tym zakresie przybywał na stypendium w amerykańskim Denver.
Poza pracą zawodową był artystą malarzem niezawodowym. Malował od czasów nauki gimnazjalnej, głównej pejzaże. Pierwotnie uczestniczył w plenerach malarskich w okresie zatrudnienia w Rakszawie. Po przerwie w swojej pasji powrócił do niej w latach 70. Jako malarz był działaczem oddziału Robotniczego Stowarzyszenia Twórców Kultury w Sanoku. Jego prace były wystawiane w amerykańskim Denver (1976), w wystawie ogólnopolskiej we Wrocławiu (1978), w The European Gallery Witolda Mandzelowskiego w Nowym Jorku (1986), na sanockim zamku (Muzeum Historyczne w Sanoku). Działał w Klubie Nieprofesjonalnego Malarstwa, utworzonego w ramach Klubu Złotego Wieku, skupiającego malarzy-amatorów i działającym w Osiedlowym Domu Kultury „Puchatek” pod egidą Sanockiej Spółdzielni Mieszkaniowej. Od połowy lat 70. był w klubie instruktorem (określanym jako Klub Plastyka, należała do niego także jego matka, malarka amatorka)
Wojciech Jahn był żonaty z Anną z domu Wolwowicz (1940-2019), nauczycielka języka rosyjskiego w I Liceum Ogólnokształcącym im. Komisji Edukacji Narodowej w Sanoku. Zmarł 7 marca 1994 w Sanoku. Został pochowany w grobowcu rodzinnym na Cmentarzu Centralnym w Sanoku, gdzie spoczęła jego matka i symbolicznie został upamiętniony jego ojciec.
Prace Wojciecha Jahna zgromadziło Muzeum Historyczne w Sanoku.

## Odznaczenia i wyróżnienia
- Zwycięstwo w eliminacjach regionalnych z województwa krośnieńskiego i kwalifikacja do II ogólnopolskiej wystawy konkursowej amatorskiej plastyki „Sport w sztuce. Moskwa-80” (1980, za obrazy Skok, Hokej)[33][34].
- Odznaka „Zasłużony Działacz Kultury” (1984)[35][21].
- Wyróżnienie w konkursie pt. „Ziemia rodzinna Grzegorza z Sanoka w malarstwie” (1985, za obraz Stare domy przy ul. Rybackiej)[36][34].
- Nagroda w konkursie oddziału RSTK w Krośnie pt. „Wielka Rewolucja Październikowa w plastyce” w dziedzinie malarstwa (1986, za obraz Ostatni szturm)[37][38].
- I miejsce w konkursie amatorskiej plastyki Wojewódzkiego Domu Kultury w Krośnie (kwiecień 1987)[34].
- II nagroda w konkursie oddziału RSTK w Sanoku pt. „Generał "Walter" w plastyce” (1987)[39].
- Nagroda Dyrektora Wydziału Kultury i Sztuki Urzędu Wojewódzkiego w Krośnie (1988)[40].